# Slayton (Minnesota)
Slayton es una ciudad ubicada en el condado de Murray en el estado estadounidense de Minnesota. En el Censo de 2010 tenía una población de 2153 habitantes y una densidad poblacional de 424,77 personas por km².

## Geografía
Slayton se encuentra ubicada en las coordenadas 43°59′25″N 95°45′28″O / 43.99028, -95.75778. Según la Oficina del Censo de los Estados Unidos, Slayton tiene una superficie total de 5.07 km², de la cual 5.07 km² corresponden a tierra firme y (0%) 0 km² es agua.

## Demografía
Según el censo de 2010, había 2153 personas residiendo en Slayton. La densidad de población era de 424,77 hab./km². De los 2153 habitantes, Slayton estaba compuesto por el 98% blancos, el 0.28% eran afroamericanos, el 0.14% eran amerindios, el 0.23% eran asiáticos, el 0% eran isleños del Pacífico, el 0.65% eran de otras razas y el 0.7% pertenecían a dos o más razas. Del total de la población el 1.21% eran hispanos o latinos de cualquier raza.